# 淚血症
淚血症（英語：Haemolacria）是身體的一種現象，指眼睛因為不明原因而排出含部分血液的淚水。這可能是多種疾病的病徵，也有可能是淚器有腫瘤的現象。最常見的可能，是細菌、環境破壞或損傷引致的結膜炎引起。
生育婦女亦有可能會出現一種急性的淚血症，那是一種由於荷爾蒙引起的病變，就好像子宮內膜移位引致的身體出血現象。

## 已知案例

### 智利女生歐利瓦
來自智利的一名20歲女生歐利瓦（Yaritza Oliva）是最新近的一位淚血症患者，2013年6月開始得病。現時只依靠醫生開出的眼藥水去舒緩病情。

### 印度女生特文科尔·德维韦迪
來自印度北方邦首府勒克瑙的特文科尔·德维韦迪（Twinkle Dwivedi）也有淚血症，不過有英國醫生指她的病因有可能是由冯维勒布兰德氏病引起。特文科尔成為多項醫學研究的對象，也在多個電視節目如《BodyShock》及《國家地理頻道》的紀錄片出現。
由於她的病況缺乏醫學解釋，故有不少人提出在宗教上的可能解釋。她亦有可能是得到了一種到現在我們還未知道的疾病，但由於現時只有她一個患者，所以無法對此病作出更深入的研究。但更多懷疑者假設她的病況其實可以用代理型孟喬森症候群來解釋，也就是說其實是一種人為疾患：作為特文科尔開始流血的唯一目擊者，她的母親很可能是整件事的始作俑者，原先只是構想出一個故事，卻無意中引發特文科爾的病況出來。

### 美國男生卡尔维诺·英曼
來自美國田納西州罗克伍德的卡尔维诺·英曼（Calvino Inman）在2009年15歲時得到淚血症，每天淚血三次，原因未明。但由於他住在傳統被視為保守的「聖經地帶」，因而被朋友視為「魔鬼附身」。

### 印度女生拉西达
來自印度巴特那市的拉西达（Rashida Khatoon）亦在2009年得到淚血症，每天淚血五次，而且有時在流過淚血之後會暈倒。

## 外部連結
- Teen who cries blood gets help from experts （页面存档备份，存于）